# (594) Mireille
(594) Mireille es un asteroide perteneciente al cinturón de asteroides descubierto el 27 de marzo de 1906 por Maximilian Franz Wolf desde el observatorio de Heidelberg-Königstuhl, Alemania.
Está nombrado por el poema Mirèio de 1859 del escritor francés Frédéric Mistral (1830-1914).